# Transferrinsättigung
Die Transferrinsättigung (Abkürzungen TFS, Tf-sättig., TS, TfS oder TSAT; englisch % Saturation of transferrin) ist ein abgeleiteter Parameter des Eisen-Stoffwechsels, der sich als Quotient aus den Konzentrationen von Eisen und Transferrin im Serum errechnet. Eisen wird im Plasma nicht frei, sondern gebunden an das Eisen-Transportprotein Transferrin transportiert.
Der Wert der Transferrinsättigung erlaubt eine Aussage über den Füllungszustand der Eisenspeicher des Körpers warmblütiger Säugetiere. Eine erniedrigte Transferrinsättigung (ungenügende Beladung des Transferrins mit Eisen) spricht für einen Eisenmangel, eine erhöhte Transferrinsättigung spricht für eine Eisenüberladung (Hämochromatose) oder eine vermehrte Eisenfreisetzung (Hämolyse).

## Physiologie
Für die Beantwortung der Frage, ob ein Eisenmangel vorliegt, kann die Bestimmung der Transferrinsättigung unter Umständen hilfreich sein. Ein Nachteil der reinen Ferritin-Bestimmung ist, dass Ferritin als Akute-Phase-Protein bei Infektionen, bei chronisch-entzündlichen Erkrankungen und bei einer Niereninsuffizienz auch bei einem Eisenmangel falsch-normal oder sogar erhöht sein kann. Transferrin verhält sich in Akut-Phase-Reaktionen eher umgekehrt, d. h. die Synthese ist vermindert. Bei einer TFS-Bestimmung soll daher der Wert für das C-reaktive Protein (CRP) nicht erhöht sein, da ansonsten ein fehlerhafter Wert gemessen wird. Da Transferrin in den Hepatozyten synthetisiert wird, steigt der Transferrinwert bei einer Leberschädigung an und beeinflusst damit auch den Wert der TFS. Der Patient soll bei der Blutentnahme nüchtern sein und diese soll morgens erfolgen. Ein Nachteil der TFS ist auch, dass der Parameter relativ unempfindlich ist; Eisenmangelzustände ohne deutliche Anämie werden nicht erfasst.

## Berechnung
Die Transferrinsättigung TFS errechnet sich wie folgt aus den Werten für Eisen (Fe) [µg/dl] und Transferrin (TF) [mg/dl]:
{\displaystyle TFS[\%]={\frac {Fe}{TF}}\cdot 70{,}9}
Der Normalwert der Transferrinsättigung liegt bei Erwachsenen zwischen 16 und 45 %. Für Kinder gelten andere Referenzbereiche.
Beispielrechnung: Der Referenzbereich für das Serumeisen beträgt 35 bis 150 µg/dl. Der Normalwert für Transferrin liegt zwischen 200 und 400 mg/dl. Annahme: Fe = 100 µg/dl und TF = 300 mg/dl. Dann gilt TFS = (100 µg/dl : 300 mg/dl) × 70,9 = (100 µg/dl : 300.000 µg/dl) × 70,9 = (0,333 × 70,9) : 1000 = 23,6 : 1000 = 0,0236 = 2,36 %. Bei Anwendung des unten angegebenen Online-Rechners erhält man als Ergebnis jedoch 23 %. Vermutlich muss man bei der Berechnung in der Schätzformel die Maßeinheiten µg/dl und mg/dl vor dem Rechnen ersatzlos streichen. Also: 100/300 × 70,9 = 23,6 %.

## Korrekturfaktor
Bei der Division von Eisenkonzentration und Transferrinkonzentration muss die Tatsache berücksichtigt werden, dass ein Molekül Transferrin (Molekulargewicht = 79.500 Da) jeweils zwei Eisenionen (Atomgewicht = 56 Da) binden kann. 1 g Transferrin bindet 1,41 mg Eisen. Denn 2 × 56 Da / 79.500 Da = 0,00141. 
- Transferrin-Sättigung (%) = Eisen [µg/l] / (Transferrin [g/l] × 1,41) = (Eisen [µg/l] / Transferrin [g/l]) × 0,709.[5]

0,709 ist der Kehrwert von 1,41. 
Gelegentlich findet man statt des Korrekturfaktors 70,9 jedoch den Wert von 71,2. Dieser Wert errechnet sich bei Berücksichtigung der korrekten Molmasse von Apo-Transferrin (79.570 Da statt 79.500 Da) und der korrekten relativen Atommasse von Eisen (55,847 Da statt 56 Da).

## Alternative Definition
Tinsley Randolph Harrison definiert die „Transferrinsättigung als Quotient aus Serumeisen (× 100) und der Eisenbindungskapazität TEBK. Das normale Serumeisen liegt zwischen 9 und 27 µmol/l (50–150 µg/dl) und die TEBK zwischen 54 und 64 µmol/l (300–360 µg/dl). Die Transferrinsättigung liegt normalerweise bei 25 bis 50 %. Tagesschwankungen des Serumeisens führen zu einer veränderten prozentualen Transferrinsättigung. In diesem Zusammenhang ist die Bestimmung der TEBK weitgehend durch die direkte Transferrinbestimmung und die Berechnung der Transferrinsättigung nach der Formel
- Transferrinsättigung [%] = Serumeisen [µmol/l] / Transferrin im Serum [mg/dl] × 398

ersetzt worden.“
Rechenbeispiel für die alternative Definition mit den Annahmen Fe = 15 µmol/l und TEBK = 60 µmol/l: Daraus errechnet sich nach Harrison eine alternative
- TSAT = (Fe : TEBK) × 100 = (15 µmol/l : 60 µmol/l) × 100 = 0,25 × 100 = 25 %.

Analog zu Harrison definieren es die englische, die chinesische und die arabische Wikipedia. Die Mittelwerte der dort angegebenen Normalbereiche sind 115 µg/dl für das Serumeisen und 345 µg/dl für die totale Eisenbindungskapazität. Daraus errechnet sich eine normale TSAT von 33,33 % bei maximalen Normalwerten von 30 % für Frauen und 45 % für Männer.
Wegen eingeschränkter Relevanz gilt die Bestimmung der Eisenbindungskapazität im Laboratorium mittlerweile als veraltet. Mitunter wird in der Fachliteratur die Eisenbindungskapazität unsystematisch mit der Transferrinsättigung und manchmal sogar mit dem „gesamten im Plasma vorhandenen Transferrin“ gleichgesetzt. Beim Eisenmangel steigt die Eisenbindungskapazität an und die Transferrinsättigung nimmt ab. Gegengleich nimmt bei einer Hämosiderose (Hypersiderinämie, Hypersiderämie, „Hyperferrämie“) die Eisenbindungskapazität ab und die Transferrinsättigung steigt an.

## Interpretation

### Erhöht
Ein Eisenüberschuss und damit eine erhöhte Transferrinsättigung können zum Beispiel auftreten bei einer hämolytischen Anämie, bei einer aplastischen Anämie, bei einer sideroachrestischen Anämie (Synonym sideroblastische Anämie), bei Anämien durch Vitamin B12-, B6- oder Folsäuremangel, bei einer Hämochromatose, nach multiplen Bluttransfusionen (Polytransfusion) oder bei Lebererkrankungen.
Bei einer Hämochromatose liegt die TSAT bei Frauen über 45 % und bei Männern über 50 %. „Im Serum resultiert [bei einer Leberinsuffizienz] eine verminderte Transferrinkonzentration und reziprok eine erhöhte Transferrinsättigung.“

### Normal
Eine normale Transferrinsättigung findet sich bei Gesunden und außerdem zum Beispiel bei Eisenverteilungsstörungen (Tumoranämie, chronische Entzündungen, Rheuma, chronische Niereninsuffizienz). „Normal ist ein Drittel des Transferrins mit Eisen gesättigt.“

### Erniedrigt
Die Transferrinsättigung kann erniedrigt sein beim Eisenmangel beziehungsweise bei einer Eisenmangelanämie.
Bei einer Anregung der Blutbildung durch Erythropoietin ist der Ferritin-Spiegel im Serum meist erhöht, dennoch kann ein Eisenmangel vorliegen. Die Transferrinsättigung hilft, dies auch zum Beispiel beim Blutdoping zu erkennen.